# Rue Adolphe
 (août 2013).
Si vous disposez d'ouvrages ou d'articles de référence ou si vous connaissez des sites web de qualité traitant du thème abordé ici, merci de compléter l'article en donnant les références utiles à sa vérifiabilité et en les liant à la section « Notes et références ».
Pour les articles homonymes, voir Adolphe.
La rue Adolphe est une rue de la commune de Lille dans le département du Nord.

## Origine du nom
Elle porte le prénom de l'un des membres des héritiers de Séraphin-André-Joseph Beaucourt qui se prénommait Adolphe, propriétaires des terrains sur lesquels la voie fut ouverte.

## Historique
Cette rue a été ouverte, en 1864 en même temps que la rue Beaucourt-Decourchelle, par les héritiers de Séraphin-André-Joseph Beaucourt.